# Rebellion (Unternehmen)
Rebellion Developments Limited ist ein britischer Computerspiel-Entwickler mit Sitz in Oxford. Im Jahr 2000 erwarb das Unternehmen außerdem die britische Comicserie 2000 AD, die es seitdem verlegt.

## Unternehmensgeschichte
Das Unternehmen wurde 1991 von den Brüdern Jason und Chris Kingsley gegründet. Die erfolgreichsten Titel in den ersten Jahren waren das 1994 für die Konsole Atari Jaguar veröffentlichte Spiel Alien vs Predator und Aliens versus Predator für Windows-PCs im Jahr 1999.
Im Juni 2000 kaufte das Unternehmen die Rechte an der britischen Comicserie 2000 AD und allen dazugehörigen Figuren, darunter auch Judge Dredd. Seitdem entwickelte Rebellion jedoch nur wenige Spiele auf Basis der 2000-AD-Lizenz. Kingsley begründet dies in einem Interview vor allem mit fehlenden Entwickler-Kapazitäten.
Im Jahr 2001 war das Unternehmen eines der Gründungsmitglieder der Organisation TIGA, einer Vereinigung der unabhängigen Spieleentwickler Großbritanniens. Jason Kingsley ist heute stellvertretender Vorsitzender der Vereinigung.
Im Mai 2004 lizenzierte das Unternehmen die Veröffentlichungsrechte an Material aus 2000 AD und dem Judge Dredd Megazine für Nordamerika an den amerikanischen Comicverlag DC Comics. Im Sommer 2006 gründete man mit Abaddon Books einen eigenen Buch-Imprint, der vor allem Science-Fiction- und Fantasy-Romane verlegt.
In den Jahren 2006 bis 2008 expandierte das Unternehmen und übernahm mehrere andere Entwickler. Zuerst erwarb man Strangelite, ein internes Entwicklungsstudio von Empire Interactive. Im Juni 2006 übernahm Rebellion das Personal und Einrichtungen des bekannten Entwicklungsstudios Core Design (bekannt als Entwickler der Tomb-Raider-Spielereihe) vom Besitzer SCi Entertainment. Der Name Core Design und das geistige Eigentum an den Core-Design-Spielen verblieb beim Publisher Eidos. Das Studio wurde in Rebellion Derby umbenannt. Ende 2007 folgte mit dem Entwicklerstudio Awesome Developments des Entwicklers Ignition Entertainment der nächste Zukauf, wodurch das Unternehmen auf etwa 280 Mitarbeiter anwuchs. Das in Banbury ansässige Studio hatte zuvor mehrere Spiele für die tragbare Spielkonsole PlayStation Portable entwickelt.
Im Juli 2008 übernahm das Unternehmen mit dem englischen Entwickler Razorworks ein weiteres internes Entwicklerstudio von Empire Interactive, nachdem das Studio akut von der Schließung bedroht war. Die 30 Mitarbeiter des Studios wurden in das Oxford-Studio eingegliedert.
Die vom Spieleindustrie-Magazin Develop veröffentlichte Develop-100-Liste der umsatzstärksten Entwickler führte Rebellion 2008 mit einem Umsatz von 20,13 Millionen Pfund als erfolgreichstes unabhängiges Entwicklerstudio und insgesamt 16. erfolgreichstes Studio der Welt auf. Die von Chart-Track und ELSPA gesammelten Daten für diese Liste basieren dabei nur auf den Umsätzen im Vereinigten Königreich.
Im Jahr 2009 erwarb das Unternehmen von Vivendi Universal die Rechte an den Spielereihen Ground Control, Evil Genius, Empire Earth und Lords of Magic und gab bekannt, Fortsetzungen dieser Reihen entwickeln zu wollen. Das seit der Übernahme von Core Design bestehende Entwicklungsstudio in Derby wurde 2010 geschlossen. Wegen Outsourcing-Maßnahmen wurden zugleich auch am Hauptsitz in Oxford weitere Mitarbeiter entlassen.
Anfang August 2013 kündigte das Unternehmen das neue Spiel Evil Genius Online offiziell an. Der Titel erscheint für Facebook und Zynga.com.
Im Juli 2017 kündigte Rebellion Evil Genius 2 als Nachfolger zu Evil Genius an.
Am 25. November 2019 wurde bekannt gegeben, dass das Unternehmen die Firma sowie die Lizenzen und Rechte an den Spielen der Bitmap Brothers übernommen hat.

## Entwicklungsstudios
Das Unternehmen besteht heute aus der Unternehmenszentrale in Oxford und drei weiteren, zugekauften Entwicklungsstudios. Software und Technologien, die in den einzelnen Studios entwickelt werden, können von allen Entwickler-Teams des Unternehmens genutzt werden.
Die Studios sind:
- Rebellion Banbury (seit 2007, ehemals Awesome Developments)
- Rebellion Liverpool (seit 2006, ehemals Strangelite)
- Razorworks (seit 2008, eingegliedert in die Zentrale in Oxford)

## Spiele
- 1993: Eye of the Storm (Amiga, DOS)
- 1994: Alien vs Predator (Actionspiel, Atari Jaguar)
- 1994: Checkered Flag (Rennspiel, Atari Jaguar, Lynx)
- 1999: Aliens versus Predator (Actionspiel, Windows-PC)
- 1999: Mission: Impossible (Actionspiel, Game Boy Color)
- 1999: Tom Clancy’s Rainbow Six (Taktik-Shooter, PlayStation-Umsetzung)
- 2000: Asterix: Search for Dogmatix (Jump ’n’ Run, Game Boy Color)
- 2000: Gunlok (Action-Adventure, Windows-PC)
- 2000: The Mummy (Beat ’em up, PlayStation, Windows-PC)
- 2000: Skyhammer (Actionspiel, Atari Jaguar)
- 2001: Gunfighter: The Legend of Jesse James (Actionspiel, PlayStation)
- 2001: Klustar (Puzzlespiel, Game Boy Advance)
- 2001: Midnight Club: Street Racing (Rennspiel, Game-Boy-Advance-Umsetzung)
- 2001: Snood (Puzzlespiel, Game Boy Advance)
- 2002: Delta Force: Urban Warfare (Ego-Shooter, PlayStation)
- 2002: Largo Winch. // Commando SAR (Third-Person-Shooter, PlayStation)
- 2002: Medal of Honor: Underground (Ego-Shooter, Game-Boy-Advance-Umsetzung)
- 2002: Tiger Woods PGA Tour Golf (Sportspiel, Game Boy Advance)
- 2002: Tom Clancy's Rainbow Six: Lone Wolf (Taktik-Shooter, PlayStation 2)
- 2003: Gunfighter II: Revenge of Jesse James (Actionspiel, PlayStation 2)
- 2003: Judge Dredd: Dredd vs Death (Egoshooter, Windows-PC, Xbox, PlayStation 2, GameCube)
- 2004: World War Zero: Iron Storm (Actionspiel, Windows-PC)
- 2005: Dead to Rights: Reckoning (Third-Person-Shooter, PlayStation Portable)
- 2005: Sniper Elite: Berlin 1945 (Actionspiel, PC, Xbox, PS2)
- 2006: Rogue Trooper (Actionspiel, PC, Xbox, PS2)
- 2006: Liebesgrüße aus Moskau (Third-Person-Shooter, PSP-Umsetzung)
- 2006: Miami Vice: The Game (Third-Person-Shooter, PlayStation Portable)
- 2006: GUN: Showdown (Action-Adventure, PlayStation Portable)
- 2007: Harry Potter und der Orden des Phönix (Action-Adventure, PlayStation-Portable-Umsetzung)
- 2007: Die Simpsons – Das Spiel (Actionspiel, PlayStation Portable, PlayStation 2, Wii)
- 2007: Star Wars: Battlefront: Renegade Squadron (Actionspiel, PlayStation Portable)
- 2007: Aliens vs Predator: Survival of the Fittest (Actionspiel, PlayStation Portable)
- 2008: Call of Duty: World at War – Final Fronts (Ego-Shooter, PlayStation 2)
- 2009: Rogue Trooper: Quartz Zone Massacre (3rd-Person-Shooter, Wii)
- 2009: Shellshock 2: Blood Trails (Ego-Shooter, PlayStation 3, PC, Xbox 360)
- 2009: Rogue Warrior (Ego-Shooter, PC, Xbox 360, PlayStation 3)
- 2009: Battlefront: Elite Squadron (Ego-Shooter, PSP)
- 2010: Aliens vs. Predator (Ego-Shooter, PC, Xbox 360, PlayStation 3)
- 2012: NeverDead (Shooter, Xbox 360, PlayStation 3)
- 2012: Sniper Elite V2 (Shooter, PC, Xbox 360, PlayStation 3)
- 2013: Sniper Elite: Nazi Zombie Army (Shooter, PC)
- 2013: Sniper Elite: Zombie Army (Shooter, PC)
- 2013: Sniper Elite: Nazi Zombie Army 2 (Shooter, PC)
- 2014: Sniper Elite: Zombie Army 2 (Shooter, PC)
- 2014: Sniper Elite III (Shooter, PC, Xbox 360, PlayStation 3, Xbox One, PlayStation 4)
- 2015: Zombie Army Trilogy (Shooter, PC, Xbox One, PlayStation 4)
- 2016: Battlezone 98 Redux (überarbeitete Neuauflage des Klassikers Battlezone von Activision, 1998)[17]
- 2016: Battlezone VR (Virtual-Reality-Version des Klassikers)
- 2017: Sniper Elite 4 (Shooter, PC, Xbox One, PlayStation 4)
- 2018: Strange Brigade (Shooter, PC, Xbox One, PlayStation 4)
- 2018: Battlezone: Combat Commander (überarbeitete Neuauflage von Battlezone II (1999))
- 2020: Zombie Army 4: Dead War
- 2021: Sniper Elite VR
- 2022: Sniper Elite 5
- 2025: Atomfall